# LibreOffice
LibreOffice je programski paket namijenjen uredskoj obradi podataka. Razvila ga je Zaklada dokumenata (engl. The Document Foundation) kao novi slobodni paket umjesto postojećeg OpenOffice.org. Kompatibilan je s mnoštvom drugih programskih paketa poput Microsoft Officea, te je dostupan na nekoliko platformi. 
Ime programa je hibrid dviju riječi. Prva Libre, koja na španjolskom i francuskom jeziku znači slobodan (odnosno besplatan), dok je druga engleska riječ Office što znači ured. Zaklada dokumenata planira objavljivati novu inačicu ovog projekta, svakih šest mjeseci, što bi ih na koncu dovelo do standardnoga rasporeda ostalih projekata (da se objavljuje u ožujku i rujnu).
Inačica LibreOffice 3.3 je preuzeta preko 1,3 milijuna puta. Predinstaliran je kao uobičajeni programski paket za uredsku obradu, na sljedećim operacijskim sustavima: Ubuntu, OpenSUSE, Linux Mint, i Fedora.

## Programi u paketu
Sve komponente paketa LibreOffice su potpuno iste kao i one u OpenOffice.org, ali s drugim obilježjima. 
- LibreOffice Writer je program namijenjen obradi teksta, najsličniji programima Microsoft Word ili WordPerfect. Također se može koristiti kao WYSIWYG uređivač.

- LibreOffice Calc je program namijenjen izradi tabličnih proračuna, te služi za rješavanje problema matematičkoga tipa (troškovnici, računi). Najsličniji je programima Microsoft Excel i Lotus 1-2-3, s ponekim jedinstvenim značajkama.[7]

- LibreOffice Impress je prezentacijski program u ovom paketu, koji je nalik Microsoft PowerPointu. Prezentacije se iz ovog programa mogu izvesti kao .SWF datoteke, što bi omogućilo pregled na bilo kojem računalu koje ima instaliran Adobe Flash.[8][9]

- LibreOffice Base je program za upravljanje relacijskim bazama podataka, kao alternativa programu Microsoft Access. Kao i Access, može se koristiti sa sljedećim bazama podataka: Access databases (JET), ODBC, i MySQL ili PostgreSQL.[8][10]

- LibreOffice Draw je program namijenjem vektorskom crtanju, također kao alternativa programu Microsoft Visio. Kompatibilan je s ranijim značajkama programa CorelDRAW. Neke od značajki ovog programa omogućavaju objavljivanje, kao što to mogu programi Scribus i Microsoft Publisher.[11]

- LibreOffice Math je poseban program, dizajniran za kreiranje i uređivanje matematičkih formula. Program koristi varijantu XML-a, prethodno definiranu u OpenOffice.org programskom paketu. Formule se mogu izravno unositi u programe LibreOffice paketa kao što su Writer i Calc.[12]

## Povijest

### Prvo pojavljivanje
28. rujna 2010., nekoliko članova koji su radili na projektu OpenOffice.org je pokrenulo novu grupu pod nazivom "Zaklada dokumenata" (engl. The Document Foundation). Zaklada dokumenata je napravila LibreOffice kao novi projekt umjesto starog OpenOffice.org, zbog zabrinosti da će tvrtka Oracle Corporation ili prekinuti projekt OpenOffice.org, ili će staviti određena ograničenja na njegovu open-source platformu (kao što su uradili projektu OpenSolaris).
Prvobitno su zamišljali da će ime LibreOffice biti privremeno, jer su pozvali Oracle da se pridruži Zakladi dokumenata. Oracle je odbio bilo kakvu donaciju OpenOffice.org-a, te je zatražio da svi članovi OpenOffice.org zajednice vijeća, koji su imali bilo kakve veze s projektom, ili grupom Zaklade dokumenata napuste postojeću zajednicu vijeća zbog "sukoba interesa".
Go-oo projekt je prekinut za LibreOffice. Bilo kakva poboljšanja proizvoda se trenutno razvijaju za LibreOffice.
Kao rezultat prebacivanja projekta s OpenOffice.org na LibreOffice te smanjenog broja programera, Oracle je u travnju 2011. godine objavio da će prestati s komercijalnim razvojem OpenOffice.org.

### Inačica 3.3
LibreOffice 3.3.0 Beta 1, koja je bila bazirana na beta inačici OpenOffice.org-a 3.3, bila je dostupna 28. rujna 2010. - dana kada je "Zaklada dokumenata" službeno objavila svoj rad. Prva stabilna inačica 3.3, je objavljena 25. siječnja 2011. Budući da je Zaklada dokumenata i većina programera primijetila da će se LibreOffice izravno nadovezivati na OpenOffice, odlučili su nastaviti s već zadanom numeracijom.
LibreOffice 3.3 je uključivao i neke značajke koje nisu bile u OpenOffice.org-u, isključivo zbog autorskih prava tvrtke Oracle. Većina značajki je razvijena od već postojećih priključaka, kao i alternativi Go-oo projekta. Jedinstvene značajke za LibreOffice su:
- mogućnost unosa SVG slika,
- filteri za unos Lotus Word Pro i MS Works dokumenata,
- poboljšani unos WordPerfect dokumenata,
- dijaloški okviri za naslove stranica,
- navigator omogućava da se naslovi razviju u običajeni tree pregled,
- "eksperimentalan" način rada, koji omogućava da korisnici testiraju nedovršene značajke,
- poneka predinstalirana proširenja, poput Presenter View (prezentacijski pregled) u Impress-u, te
- ikone dokumenata kodirani su po bojama.

### Inačica 3.4
Kao još jedno veće izdanje prethodeći inačici 3.3, ova inačica je objavljena 3. lipnja 2011. godine. Iako je završena, inačica 3.4 kao što je to i objavljeno na LibreOffice web stranici, je odgovarajuća za ranije usvajače. Samim tim, da je inačica 3.3.2 najbolja za ostale. Jedini razlog tomu, jest što inačica 3.4 ima poznatih problema s kompatibilnošću s Microsoft Officeom. Nove značajke i poboljšanja uključuju:
- smanjeno korištenje memorije.,[23]
- smanjeno pouzdavanje samo na Javu.,[23]
- nastavljen prijelaz na GCC i GNU MAKE praveći LibreOffice za Windows operacijske sustave.,[24]
- promjena stila može biti testirana, te ako je neprikladna može biti resetirana u edit programskim izbornicima program Writer, bez potrebe zatvaranja "style" dijaloga da bi se promijenio stil,[25]
- poboljšano korisničko sučelje u programu Calc, da bi sada imao veće brzine i veću kompatibilnost s Microsoft Excelom, uključujući zakretne tablice (prvobitno zvanje DataPilot u OOo/LOo), te podrška za neograničeni broj polja.,[26]
- poboljšano korisničko sučelje u programima Writer, Impress i Draw, time čitljiviji tekst i bolja integracija GTK+ tema u Linux-u.,[26] te
- nekoliko tisuća linija koda na njemačkom jeziku je prevedeno na engleski i preko pet tisuća linija "mrtvog" koda je uklonjeno iz programa Writer, Calc i Impress.[26]

## Podržani formati
LibreOffice može i uvesti i izvesti razne formate datoteka; iako je izvorna vrsta koju LibreOffice kreira u OpenDocument Formatu. Formati koju su podržani (za čitanje i pisanje) uključuju i one od Microsoft Officea, kao i novije Office Open XML formate koje se koriste u Microsoft Officeu 2007, s nastavcima .docx, .pptx i .xlsx. Pored toga, LibreOffice također podržava i starije Microsoft Office formate tj. .doc, .ppt i .xls. LibreOffice još može spremiti datoteke u RTF i OpenOffice.org XML formatu. XLS datoteke mogu se zaštititi lozinkom, iako zaključavanje nije kompatibilno s (npr.) programom Gnumeric), jer ima samo osnovno zaključavanje
LibreOffice ima podršku za VBA macro, što omogućava unos iz programa MS Works i Lotus Word Pro. LibreOffice Draw ima preodređenu, izvornu podršku da otvori SVG datoteke, dok OpenOffice.org zahtijeva proširenje. Poboljšano je EMF crtanje i unos iz WordPerfect Graphics programa.
Izvoženje može biti obavljeno i u formatima koji nisu dostupni za uređivanje, što znači da se svaki dokument može izvesti kao .PDF datoteka. Svaka prezentacija se može izvesti kao .SWF datoteka. Možete uvesti i dokumente koji su ograničeni na samo čitanje (read-only).

## Vanjske poveznice
- Službena web stranica LibreOffice-a
- Službena stranica Zaklade Dokumenata